# Dolné Lefantovce
Dolné Lefantovce (deutsch Unterelefant, ungarisch Alsóelefánt) ist eine slowakische Gemeinde im Okres Nitra und im Nitriansky kraj mit 711 Einwohnern (Stand 31. Dezember 2024).

## Geographie

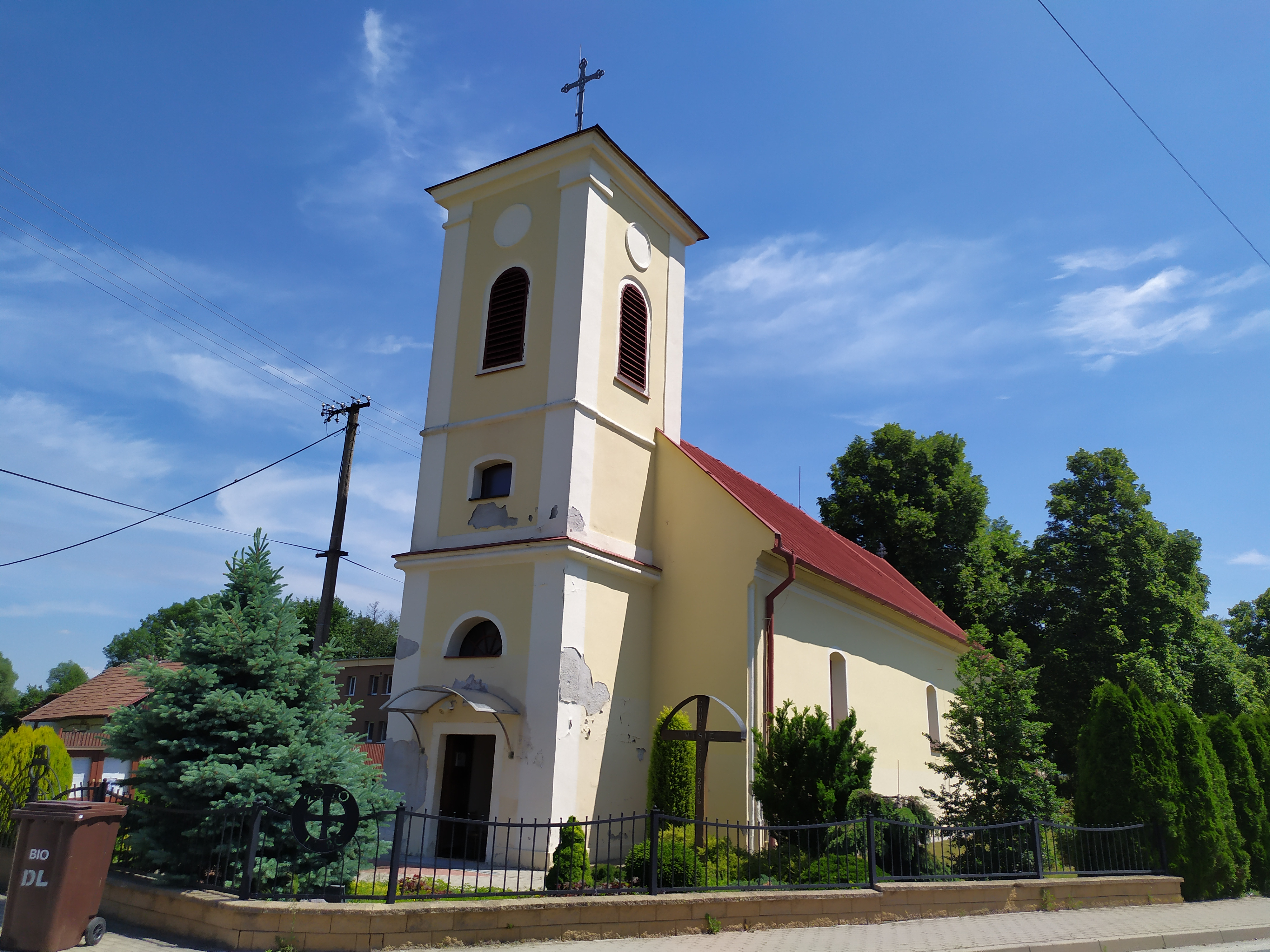
Mariä-Geburt-Kirche

Die Gemeinde befindet sich am Westhang des Gebirges Tribeč im mittleren Tal der Nitra. Das Ortszentrum liegt auf einer Höhe von 154 m n.m. und ist 19 Kilometer von Nitra entfernt.
Nachbargemeinden sind Horné Lefantovce im Norden und Osten, Bádice im Süden, Výčapy-Opatovce im Südwesten, Koniarovce im Westen und Hrušovany im Nordwesten.

## Geschichte
Der Ort wurde zum ersten Mal 1113 als Elefant, als getrennter Ort 1332 als Elephanth Inferior schriftlich erwähnt und war Besitz der Familie Elefánt, später der Familien Bartakovich, Forgách, Pongrácy sowie anderen, dazu ein Teil dem Paulinenkloster in Horné Lefantovce. 1421 erhielt das Dorf Marktrecht. 1828 zählte man 57 Häuser und 399 Einwohner, die als Landwirte beschäftigt waren.
Bis 1918 gehörte der im Komitat Neutra liegende Ort zum Königreich Ungarn und kam danach zur Tschechoslowakei beziehungsweise heute Slowakei.
Von 1976 bis 2002 war Dolné Lefantovce zusammen mit Horné Lefantovce Teil der Einheitsgemeinde Lefantovce.

## Bevölkerung
| Jahr                | 1994 | 2004 | 2014    | 2024     |
| ------------------- | ---- | ---- | ------- | -------- |
| Anzahl der Personen | 0    | 538  | 556     | 711      |
| Unterschied         |      | –    | +3,34 % | +27,87 % |

| Jahr                | 2023 | 2024    |
| ------------------- | ---- | ------- |
| Anzahl der Personen | 717  | 711     |
| Unterschied         |      | −0,83 % |

Gemäß der Volkszählung 2011 wohnten in Dolné Lefantovce 528 Einwohner, davon 518 Slowaken und ein Tscheche. Neun Einwohner machten keine Angabe zur Ethnie.
479 Einwohner bekannten sich zur römisch-katholischen Kirche, sechs Einwohner zur Evangelischen Kirche A. B. sowie jeweils ein Einwohner zur evangelisch-methodistischen Kirche und zur jüdischen Gemeinde. 24 Einwohner waren konfessionslos und bei 17 Einwohnern wurde die Konfession nicht ermittelt.

## Bauwerke
- römisch-katholische Kirche Mariä Geburt aus dem Jahr 1380, seither mehrmals umgebaut und 1857 um den Turm ergänzt